# Itame mrassinaria
Itame mrassinaria är en fjärilsart som beskrevs av Charles Oberthür 1923. Itame mrassinaria ingår i släktet Itame och familjen mätare. Inga underarter finns listade i Catalogue of Life.